# Schoenoxiphium lanceum
Schoenoxiphium lanceum är en halvgräsart som först beskrevs av Carl Peter Thunberg, och fick sitt nu gällande namn av Georg Kükenthal. Schoenoxiphium lanceum ingår i släktet Schoenoxiphium och familjen halvgräs. Inga underarter finns listade i Catalogue of Life.